# Fly on the Windscreen
Fly on the Windscreen este o piesă a formației britanice Depeche Mode. Piesa a apărut pe albumul Catching Up with Depeche Mode, în 1985.

## Ediția de 1986
Fly on the Windscreen (Final) este o piesă a formației britanice Depeche Mode. Piesa a apărut pe albumul Black Celebration, în 1986.